# Hans Christian Cornelius Mortensen
Hans Christian Cornelius Mortensen (27. srpna 1856 Jonstrup – 7. června 1921 Viborg) byl dánský učitel a profesor ornitologie, který položil základy vědeckého kroužkování ptáků, když v roce 1899 okroužkoval hliníkovými kroužky prvních pár špačků. Většinu ptáků odchytil v ptačích budkách s automatickým uzavíracím mechanismem. Později kroužkoval i jiné druhy ptáků jako jsou čápi, volavky, racci a různé druhy kachen. Za svůj život osobně okroužkoval více než 6000 ptáků. Kroužky vyráběl stříháním z hliníkového plechu, každý kroužek měl na sobě vyraženou adresu a pořadové číslo. Mortensen původně zkoušel pro kroužky i plech ze slitiny zinku, ale ty byly příliš těžké.